# Meet the Spartans
Meet the Spartans (titulada Casi 300 en España y Una loca película de Esparta en Hispanoamérica) es una película estadounidense dirigida y escrita por Jason Friedberg y Aaron Seltzer. Está protagonizada por Sean Maguire, Kevin Sorbo y Carmen Electra. La película, cuya parodia principalmente es 300 dirigida por Zack Snyder, se centra en un grupo de trece espartanos comandados por Leónidas para luchar contra el ejército persas de Jerjes.
Meet the Spartans abrió en el número uno en los Estados Unidos. A pesar de recibir críticas extremadamente negativas, fue un éxito de taquilla, recaudando 84 000 000 US$ con un presupuesto de 30 000 000 US$. 
Fue nominada a cinco premios Razzie: peor película, peor dirección, peor guion, peor actriz secundaria para Carmen Electra y peor precuela, adaptación, copia o secuela.

## Argumento
La película comienza con un griego inspeccionador de bebés, que aparte de inspeccionar al hijo de Shrek y conocer a Brad Pitt y Angelina Jolie, descubre a Leónidas, el espartano perfecto.
El narrador cuenta que su niñez fue dura, su abuelita lo entrenaba en el arte de la lucha, le enseñaban a no temer con el Sr. White de James Bond. Dice también que fue enviado a las montañas para que sobreviviese y luchase con Happy Feet. Luego Leónidas regresa a Esparta para ser proclamado rey, después conoce a una joven llamada Margo, y se enamoran. 
Luego de unos años aparece Leónidas entrenando brutalmente a su hijo, una parodia de WWE en el papel de The Undertaker aplicando su Tombstone Piledriver, y luego le pega con una silla; hasta que vienen unos mensajeros persas. Leónidas se reúne con ellos, y el emisario le comunica que Esparta será devastada por el rey Jerjes. Leónidas se queda pensando y cuando decide, ve a su esposa y el mensajero en un apasionado beso. Leónidas se enfurece y le da una patada al emisario haciéndolo caer a la «fosa de la muerte». Pero luego aparece una Britney Spears rapándose, Sanjaya Malakar “cantando” y Ryan Seacrest junto al jurado de American Idol. Leónidas también arroja a todos ellos a la fosa de la muerte.
El narrador dice que Leónidas debe reunirse con los éforos, que se ríen de su plan de ataque (ya que parece que está practicando sexo) y consultan con el oráculo, quien no es nada más ni nada menos que Betty la fea (parodia de la telenovela colombiana). Leónidas vuelve a su casa y habla con su esposa, quien lo anima a seguir con su decisión. Leónidas manda a su capitán a reclutar trescientos hombres, pero él solo logra conseguir trece. Leónidas conoce a Sonio, hijo del capitán, quien es el nuevo «super guerrero de Esparta».
Los espartanos marchan hacia el desfiladero, y se encuentran con un ser jorobado que resulta ser Paris Hilton, que quiere unirse a su ejército. Leónidas la rechaza y más tarde se enfrenta en un baile de hiphop con un grupo pequeño de persas cuyo capitán es Method Man. Mientras tanto, Margo es advertida por un miembro de la Cámara espartana de convencerlos en una audiencia para enviar refuerzos a los trece espartanos.
Leónidas luego de la “lucha”, se encuentra con Jerjes, quien le ofrece un día de viaje a Las Vegas con todo pagado si se rinden y dejan Esparta en sus manos; mientras que sus guerreros decían que se rindiera para poder ir a Las Vegas, Leónidas no acepta y eso provoca que Jerjes mande a sus mejores guerreros, unos raperos estadounidenses provenientes de Harlem, Nueva York, y que en una batalla de rap le destrozan los dos ojos a Dilio, un guerrero espartano. Leónidas manda a Dilio a una misión que se trata de contar su gesta a los demás para traer refuerzos. Margo se reúne en privado con Traidoro, un miembro de la Cámara, y le ruega que envie refuerzos a Leónidas dándole una noche de sexo a cambio. Mientras tanto, Paris Hilton, enfadada con Leónidas por no haberla aceptado en su ejército, habla con Jerjes y le comunica de un camino secreto para acabar con los espartanos, a cambio de que limpie su expediente, el nuevo bolso de Chanel y quitarle la joroba. Jerjes accede y habla de nuevo con Leónidas, diciéndole que se rinda ante su numeroso ejército (que en realidad es una pantalla azul de cine, pero los espartanos se asustan igual al ver millones de persas corriendo hacia ellos).
Mientras tanto, la reina se encuentra en la reunión de la Cámara, haciéndoles a los ancianos un baile erótico, quienes le dan dinero. Ella se mete el dinero en el escote y les comunica a todos la situación de Leónidas, pero Traidoro la traiciona y, por la furia, Margo se envenena con el traje de Spider-Man 3 con su simbionte. Lucha contra Traidoro, pero descubre que él tiene los poderes del Hombre de Arena. Sin embargo, ella le pega una patada y eso ocasiona que los testículos de Traidoro salgan por su boca. La reina Margo, finalmente, toma una aspiradora de mano, y succiona fácilmente a Traidoro.
En la guerra contra los persas, Leónidas y sus hombres se encuentran desprotegidos. Ghost Rider aparece en las filas enemigas, pero es derrotado fácilmente con un extintor. Los persas sueltan a su bestia, que resulta ser Rocky Balboa, y Sonio se le acerca, pero Rocky lo decapita de un puñetazo. El capitán, padre de Sonio, enloquece y le pega un puñetazo en la barbilla a Rocky, tirándole la peluca; después un derechazo en el estómago y se le cae el pantalón, y el capitán queda sorprendido por lo que ve: Balboa lleva pañales para adultos. Aprovechando la distracción, el boxeador le pega y el capitán cae al suelo. Al mirar hacia su derecha, el hombre encuentra en el piso un cuchillo, una pistola y una jeringa con bótox. Tomando su mejor decisión, agarra la jeringa y se la clava con fuerza en la cabeza, ocasionando la muerte de Rocky por sobredosis de bótox. Al ver esto, Jerjes toma una lanza y se la arroja al capitán, quien muere pocos segundos después. Leónidas persigue a Jerjes en venganza de su capitán, pero cuando lo hace entra a un videojuego que parodia al Grand Theft Auto: San Andreas. Leónidas encuentra un coche, se entretiene un rato con él escuchando la canción Barbie Girl, y cuando encuentra armas decide ir por Jerjes. En estos momentos, se puede ver un tatuaje debajo de los abdominales de Leónidas que dice «San Andreas». Jerjes escapa y se encuentra la chispa vital all sparx de Transformers. Entra al coche y activando el poder del cubo, se transforma en Jerjestrón.
Los espartanos se asustan al verlo, pero cuando Jerjestrón avanza se desconecta de su enchufe y cae sobre los espartanos, aplastándolos. Dilio, que había sido enviado anteriormente por Leónidas para alertar a Esparta que perderían la batalla, regresa a su ciudad y le da el mensaje a la reina Margo, a quien reconoce solo después de tocarle los pechos. Dilio aparece unos años después comandando cien mil espartanos (agregados visualmente por una pantalla azul), pero al estar ciego, los dirige por otro camino y acaban en la ciudad de Malibú, asesinando sin querer a Lindsay Lohan que salía de rehabilitación, otra vez.
Finalmente, se puede observar un musical con los personajes de la película, interpretando I Will Survive.

## Reparto
- Sean Maguire como el rey Leónidas
  - Zachary Dylan Smith como Leónidas de joven
- Kevin Sorbo como Capitán
- Carmen Electra como la reina Margo
- Ken Davitian como el rey Jerjes
- Diedrich Bader como concejal Traitoro
- Travis Van Winkle como Sonio
- Jareb Dauplaise como Dilio
- Nicole Parker como Paris Hilton, Britney Spears, Ellen DeGeneres y Paula Abdul
- Ike Barinholtz como Le Chiffre, Profeta, Dane Cook
- Hunter Clary como Leo Jr.
- Phil Morris como Messenger
- Method Man como emisario persa
- Ryan Fraley como Brad Pitt
- Tiffany Claus como Angelina Jolie
- Nick Steele como Kevin Federline
- Tony Yalda como Sanjaya Malakar
- Christopher Lett como Randy Jackson
- Jim Piddock como Leal, Simon Cowell
- Nate Haden como Ryan Seacrest
- Crista Flanagan como Oracle/Ugly Betty, Mujer espartana
- Thomas McKenna como Tom Cruise
- Jesse Lewis IV como la Sra. Jay Alexander
- Jenny Costa como Tyra Banks
- Belinda Waymouth como Twiggy
- Dean Cochran como Rocky Balboa, Rambo
- Emily Wilson como Lindsay Lohan
- John Di Domenico como Donald Trump
- Jim Nieb como George W. Bush

## Parodias
- 300 (película) - Trama principal.
- Half-Life - La forma en que Leónidas usa la palanca cuando lucha contra el ejército de Jerjes.
- Shrek tercero - Cuando analizan al bebé de Shrek y le vomitan encima.
- Brad Pitt - Al principio de la película cuando adopta al Vietnamita.
- Angelina Jolie - Al principio de la película cuando adopta al Vietnamita.
- Pedigree - Cuando el villano de James Bond le pone comida para perro a los testículos de Leónidas.
- James Bond - Cuando torturan a Leónidas y le dicen "Señor Bond", aunque el responde: "¿Quien rayos es el señor Bond?, yo soy Leónidas".
- Subway - Cuando Leónidas esta en el Polo sur lo único que hay de comer es un sándwich de Subway.
- Happy Feet - Cuando Leónidas lucha contra el pingüino que baila.
- WWE - Cuando Leónidas lucha contra su hijo y le practica llaves como las de la famosa empresa de lucha libre.
- Mark Calaway (The Undertaker) - Si bien no aparece ni es mencionado, se hace referencia a él cuando Leónidas aplica la Piledriver a su hijo.
- Britney Spears - Mientras ella se rapa la cabeza para parecerse a su hijo y enseña su entrepierna, Leónidas la empuja al Pozo de la Muerte.
- Kevin Federline - Aparece justo después de que Leónidas lanzará a Britney Spears al Pozo de la Muerte, pero también es lanzado al pozo.
- Grand Theft Auto: San Andreas - Cuando Leónidas toma un par de armas y mata a varios persas, les quita el dinero, asalta autos y su pecho dice "San Andreas", además de aparecer por una escena los HUDs de salud, armas y dinero idéntico al del videojuego.
- Sanjaya Malakar - También lo avientan al Pozo de la Muerte mientras canta "No Soy Gay".
- George W. Bush - Después de suplicarle a Leónidas que deje la guerra, éste también lo tira al Pozo de la Muerte.
- Ellen DeGeneres - Critica a Leónidas y empieza a bailar hasta ser tirada al Pozo de la Muerte.
- American Idol - Cuando critican las lanzadas al pozo de la muerte y luego el equipo de American Idol es tirado al pozo.
- Ryan Seacrest - Critica a Leónidas, se orina en los pantalones y luego se arroja a sí mismo al Pozo de la Muerte.
- Paula Abdul - Cuando critica las lanzadas al Pozo de la Muerte de Leónidas, luego es lanzado allí.
- Randy Jackson - Critica las Lanzadas al Pozo de la Muerte de Leónidas, luego es lanzada allí.
- Simon Cowell - Critica las lanzadas al Pozo de la Muerte de Leónidas, luego es lanzado allí.
- Yo soy Betty, la fea - Es el oráculo quien insulta a Leónidas.
- Star Wars - Es mencionado cuando uno de los dioses dice que es como Jabba the Hutt. Y cuando Leónidas dice que la madre de uno de los raperos con los que los espartanos estaban en una batalla de rap "es tan peluda que solo habla Wookie".
- Borat - Cuando Leónidas descubre la espalda de su esposa esta el nombre de Borat. Y el personaje de Jerjes.
- Phil McGraw - Cuando Leónidas descubre la espalda de la reina Margo.
- Tommy Lee - Cuando Leónidas descubre la espalda de la reina Margo.
- Kobe Bryant - Cuando Leónidas descubre la espalda de la reina Margo.
- Shaquille O'Neal - Cuando Leónidas descubre la espalda de la reina Margo.
- Tara Reid - Cuando Leónidas descubre la espalda de la reina Margo.
- The Oakland Raiders - Cuando Leónidas descubre la espalda de la reina Margo.
- I Will Survive - Cuando los espartanos se dirigen hacia persia.
- Paris Hilton - Ella se aparece cuando los espartanos van a las Termópilas y los guía hasta donde Jerjes. Pero después de que Leónidas le dijo que no podía ser una espartana, ella arrojo su escudo hasta golpearse la cabeza y enseñar su vagina al caer.
- Kool-Aid - Cuando uno de los raperos insulta a la madre de uno de los espartanos.
- Anthony Carelli - Es referenciado cuando uno de los raperos insulta a la madre de uno de los espartanos.
- David Hasselhoff - Es referenciado cuando uno de los raperos insulta a la madre de uno de los espartanos.
- Al Gore - Es referenciado cuando uno de los raperos insulta a la madre de uno de los espartanos.
- Rosie O'Donnell - Es referenciado cuando uno de los raperos insulta a la madre de uno de los espartanos.
- Spice Girls - Son referenciadas cuando uno de los raperos insulta a la madre de uno de los espartanos.
- Allá tú - Cuando Jerjes le ofrece un viaje todo pagado a Leónidas a cambio de Esparta.
- Spider-Man 3 - Cuando la reina Margo lucha al estilo de Spider-Man 3 contra Traidoro al estilo del Hombre de Arena.
- Tobey Maguire - Es referenciado por el narrador cuando la reina Margo se transforma en Spider-Man.
- Justin Timberlake - Aparece como número frecuente en el móvil de Traidoro.
- Rocky Balboa - Aparece durante la batalla de las Termópilas, le decapita la cabeza a Sonio de un puñetazo y pelea contra el capitán espartano; después le inyecta Botox en la cabeza y muere.
- Transformers - Cuando Jerjes tropieza con el cubo de los Transformers y se transforma en Jerjes-Tron.
- YouTube - Cuando muestran un video famoso de YouTube.
- Lindsay Lohan - Cuando sale de habilitación en Malibú y los espartanos, comandados por Dilio, tiran al aire enseñando su vagina. En la versión extendida, llama a Paris Hilton y le dice que quiere acostarse con ella.
- Donald Trump - Al final de la película, corta la cuerda de telaraña con la que se sujetaba la reina Margo disfrazada de Spider-Man, pero al caer, logra atrapar la peluca del magnate, dejándole calvo.
- Dentyne Ice - Cuando Jerjes se come una pastilla de menta.
- Dane Cook - Dice un par de chistes que aburren a los espartanos y es tirado al Pozo de la Muerte.
- Muevete - Cuando Leónidas regresa salen papelitos del cielo.
- Héroes - Cuando el oráculo dice "Salva a la animadora, salva al mundo".
- America's Next Top Model - Tyra Banks aparece con los jueces, Tyra le grita a Leónidas y sus piernas se engordan mucho.
- Tom Cruise - Invita a Leónidas a la Cienciología y luego es tirado al Pozo de la Muerte.
- Gatorade - Leónidas permite un descanso y los espartanos aprovechan de beber la bebida energética.
- Dunkin' Donuts - Cuando el resto de espartanos toman Gatorade, Dilio consume una gran cantidad de rosquillas.
- Ghost Rider, El motorista fantasma - Cuando luchan contra los persas aparece y Sonio lo ataca con un extintor.
- Iron Man - Cuando Jerjes se convierte en Jerjes-Trón sus pupilas aparecen rojas como en Iron Man.
- Dancing with the Stars (Estados Unidos) - Después de que los espartanos vencen a los persas en un concurso de baile, aparece como "Dancing With The Spartans".
- Grease - Cuando cantan I Will Survive en el escenario de American Idol y reproducen la coreografía de Sandy y Danny en el baile del instituto.

## Recepción
La película recibió críticas abrumadoramente negativas de los críticos. En Rotten Tomatoes tiene una calificación de aprobación del 2% sobre la base de las revisiones de 49 críticos, con una calificación promedio de 1.86/10. El consenso crítico dice: "Una pérdida de tiempo cansada, sin gracia y ofensiva, Meet the Spartans raspa el fondo del barril cinematográfico". En Metacritic tiene un puntaje promedio ponderado de 9 sobre 100, basado en 11 críticas, lo que indica un "disgusto abrumador" y es la película peor recibida por los directores en el sitio. Las audiencias encuestadas por CinemaScore le dieron a la película una calificación C- en una escala de A+ a F.
Variety lo llamó "Vago, cojo y dolorosamente sin gracia, Meet the Spartans es otra parodia de género revuelto". Frank Scheck de The Hollywood Reporter escribió: "Los guionistas y directores Jason Friedberg y Aaron Seltzer básicamente repiten la fórmula cansada de sus esfuerzos anteriores, que es incluir tantas referencias a la cultura pop como sea posible para encubrir la falta de ingenio." Jeannette Catsoulis de The New York Times le dio 1 de 5 y escribió: "Jason Friedberg y Aaron Seltzer, el equipo detrás de Meet the Spartans, demuestran que ridiculizar otras películas es mucho más fácil que hacer la tuya propia". Catsoulis dijo que las diversas reacciones de la audiencia en la proyección a la que asistió lo resumieron mejor: ¡Eewwww! ¡Aaarghh! ¿Eh? El crítico Garth Franklin de Dark Horizons lo llamó "Una de las comedias más dolorosamente malas que he tenido que soportar, y he visto las obras completas de Martin Lawrence, Tim Allen, Ice Cube Y Cedric the Animador".
Clark Collis de Entertainment Weekly le dio una crítica mixta, dando crédito a los actores por sus esfuerzos pero criticando el guion y los chistes ya anticuados, dándole una calificación C-.
La mayor parte de las críticas de la película consistieron en no tener muchas bromas reales y en cambio confiar demasiado en las referencias de la cultura pop. Varias bromas recurrentes fueron criticadas por su uso excesivo, como la sexualidad ambigua de los espartanos y arrojar a varias celebridades al pozo de la muerte.
La banda sonora de la película de Christopher Lennertz fue elogiada por Christian Clemmensen de Filmtracks.com, quien la consideró uno de los mayores "placeres culpables" de 2008.

### Taquilla
Meet the Spartans se estrenó en el número uno en la taquilla de EE. UU., Recaudando $ 18,505,530 durante su primer fin de semana, superando por poco al recién llegado Rambo, que fue brevemente parodiado en los créditos de esta película. La película cayó un 60,4% en su segundo fin de semana recaudando $7,336,595 y se expandió a 2643 salas mientras ocupaba el cuarto lugar en la taquilla. La película recaudó $38,233,676 en Estados Unidos y Canadá y $45,787,889 a nivel internacional, sumando un total mundial bruto de $84,021,565.